# Deshapande Guttahalli, Anekal
Deshapande Guttahalli là một làng thuộc tehsil Anekal, huyện Bangalore Urban, bang Karnataka, Ấn Độ.